# Bosselshausen
Bosselshausen (alzacki Bosselhüse) – miejscowość i gmina we Francji, w departamencie Dolny Ren, w Alzacji. Według danych na rok 2006 gminę zamieszkiwało 179 osób.